# Volo Summit Air 409
Il 27 maggio 2017, un Let L 410 Turbolet che operava il volo Summit Air 409 si è schiantato in prossimità della pista mentre tentava di atterrare all'aeroporto Tenzing-Hillary in Nepal. Era nella fase finale di avvicinamento quando l'aereo ha urtato degli alberi a ridosso della pista e successivamente è scivolato lungo un pendio prima di fermarsi a circa 200 metri sotto il livello della pista e a 40 metri dalla stessa. Il comandante e il primo ufficiale sono morti a causa dell'incidente, mentre un altro membro dell'equipaggio ha riportato gravi ferite.

## Aereo ed equipaggio
Il velivolo coinvolto nell'incidente era un Let L-410, costruito nel 2014 per Summit Air (allora operante come Goma Air), con registrazione 9N-AKY. L'aereo era stato coinvolto in un precedente incidente minore il 2 giugno 2015, in cui il volo da Jomsom era atterrato a Pokhara con il carrello anteriore retratto.
Il comandante, Parash Kumar Rai, 48 anni, aveva accumulato oltre 9 000 ore di volo e, da quando era entrato a far parte della compagnia aerea, aveva volato per oltre 1 900 ore su L-410. È morto poco dopo essere stato estratto dal relitto. Il copilota, Shreejan Manandhar, è morto alle 21:30 ora locale in terapia intensiva all'ospedale di Lukla. Il membro dell'equipaggio di cabina è sopravvissuto all'incidente ed è stato subito evacuato a Kathmandu per ulteriori cure.

## L'incidente
Alle 14:04 circa ora locale l'aereo era in fase di avvicinamento finale alla pista 06 dell'aeroporto Tenzing-Hillary, durante un volo di routine dall'aeroporto Internazionale Tribhuvan, quando scese al di sotto dell'altitudine minima di sicurezza appena fuori dalla pista e impattò contro un albero, entrando in contatto con il terreno. Scivolò per oltre 200 metri in un burrone. Le riprese delle telecamere a circuito chiuso rilasciate dall'aeroporto mostravano l'aereo scendere sotto il livello della pista e il fumo che si levava dai rottami. I testimoni dichiararono che le condizioni meteorologiche erano nebbiose e che la visibilità era piuttosto bassa. L'aeroporto non dispone di alcun tipo di equipaggiamento di navigazione e richiede ai piloti di atterrare tramite avvicinamento a vista. La pista 06, in pendenza, è priva di guida strumentale per l'avvicinamento. Al momento dell'incidente, la visibilità locale era notevolmente ridotta dalla nebbia al suolo.

## Le indagini
Nel dicembre 2017, una commissione d'inchiesta dell'Autorità per l'aviazione civile del Nepal ha presentato il rapporto finale sull'incidente e ha concluso che la causa dell'incidente era stata la "visibilità molto bassa". Poiché l'aereo aveva volato nella nebbia fitta per diversi minuti prima dell'avvicinamento, ha mancato la pista dell'aeroporto di Lukla. Il rapporto ha inoltre rivelato che sia il controllo del traffico aereo dell'aeroporto di Lukla (che non ha chiuso l'aeroporto nonostante la nebbia) sia l'equipaggio del volo 409, che si sospetta fosse stressato e affaticato, avevano violato le procedure operative standard. Infine, la commissione ha suggerito di prendere in considerazione un ampliamento della pista dell'aeroporto di Lukla, che avrebbe reso più sicuro l'aeroporto, dove in passato si erano verificati diversi incidenti.